# Discografia di Sam Smith
La discografia di Sam Smith, cantautore britannico, comprende quattro album in studio, un album dal vivo, un album di remix, un EP e oltre trenta singoli.

## Album

### Album in studio
| Anno | Titolo e dettagli | Classifiche | Classifiche | Classifiche | Classifiche | Classifiche | Classifiche | Classifiche | Classifiche | Classifiche | Classifiche | Certificazioni |
| Anno | Titolo e dettagli | UK          | AUS         | CAN         | DNK         | GER         | IRE         | NLD         | NZL         | SWE         | USA         | Certificazioni |
| ---- | --- | ----------- | ----------- | ----------- | ----------- | ----------- | ----------- | ----------- | ----------- | ----------- | ----------- | --- |
| 2014 | In the Lonely Hour - Pubblicato: 26 maggio 2014 - Etichetta: Capitol - Formati: CD, LP, download digitale, streaming    | 1           | 1           | 2           | 2           | 17          | 1           | 3           | 1           | 1           | 2           | - UK: Platino (8) - AUS: Platino (5) - CAN: Platino (2) - DNK: Platino (5) - GER: Oro - NLD: Platino - NZL: Platino (4) - SWE: Platino (2) - USA: Platino (5) |
| 2017 | The Thrill of It All - Pubblicato: 3 novembre 2017 - Etichetta: Capitol - Formati: CD, LP, download digitale, streaming | 1           | 2           | 1           | 1           | 8           | 1           | 1           | 1           | 1           | 1           | - UK: Platino (2) - AUS: Platino - CAN: Platino - DNK: Platino - NLD: Platino - NZL: Platino (2) - SWE: Oro - USA: Platino                                    |
| 2020 | Love Goes - Pubblicato: 30 ottobre 2020 - Etichetta: Capitol - Formati: CD, LP, MC, download digitale, streaming        | 2           | 3           | 3           | 12          | 11          | 3           | 6           | 4           | 14          | 5           | - UK: Oro - USA: Platino |
| 2023 | Gloria - Pubblicato: 27 gennaio 2023 - Etichetta: Capitol - Formati: CD, LP, MC, download digitale, streaming           | 1           | 1           | 4           | 14          | 6           | 1           | 2           | 2           | 16          | 7           | - UK: Argento |

### Album di remix
| Anno | Titolo e dettagli |
| ---- | --- |
| 2015 | The Lost Tapes - Remixed - Pubblicato: 15 maggio 2015 - Etichetta: Kosmo - Formati: CD, download digitale, streaming |

### Album dal vivo
| Anno | Titolo e dettagli |
| ---- | --- |
| 2021 | Love Goes: Live at Abbey Road Studios - Pubblicato: 19 marzo 2021 - Etichetta: Capitol - Formati: CD, LP, download digitale, streaming |

## Extended play
| Anno | Titolo e dettagli                                                                          |
| ---- | ------------------------------------------------------------------------------------------ |
| 2013 | Nirvana - Pubblicato: 4 ottobre 2013 - Etichetta: Capitol - Formati: 7", download digitale |

## Singoli

### Come artista principale
| Anno                                                                                          | Titolo                                 | Classifiche | Classifiche | Classifiche | Classifiche | Classifiche | Classifiche | Classifiche | Classifiche | Classifiche | Classifiche | Album di provenienza                                 |
| Anno                                                                                          | Titolo                                 | UK          | AUS         | CAN         | DNK         | GER         | IRE         | NLD         | NZL         | SWE         | USA         | Album di provenienza                                 |
| --------------------------------------------------------------------------------------------- | -------------------------------------- | ----------- | ----------- | ----------- | ----------- | ----------- | ----------- | ----------- | ----------- | ----------- | ----------- | ---------------------------------------------------- |
| 2008                                                                                          | Bad Day All Week                       | —           | —           | —           | —           | —           | —           | —           | —           | —           | —           | /                                                    |
| 2009                                                                                          | When It's Alright                      | —           | —           | —           | —           | —           | —           | —           | —           | —           | —           | /                                                    |
| 2013                                                                                          | Lay Me Down                            | 46          | —           | —           | —           | —           | —           | —           | —           | —           | 125         | Nirvana                                              |
| 2014                                                                                          | Money on My Mind                       | 1           | 51          | —           | 18          | 11          | 4           | 32          | 12          | 18          | 107         | In the Lonely Hour                                   |
| 2014                                                                                          | Stay with Me                           | 1           | 5           | 1           | 3           | 11          | 1           | 2           | 1           | 4           | 2           | In the Lonely Hour                                   |
| 2014                                                                                          | I'm Not the Only One                   | 3           | 11          | 2           | 5           | 39          | 6           | 16          | 3           | 13          | 5           | In the Lonely Hour                                   |
| 2014                                                                                          | Like I Can                             | 9           | 20          | 53          | 12          | 45          | 11          | 8           | 19          | 25          | 99          | In the Lonely Hour                                   |
| 2014                                                                                          | Have Yourself a Merry Little Christmas | 65          | 47          | 66          | 33          | 41          | 46          | —           | —           | 26          | 90          | /                                                    |
| 2015                                                                                          | Lay Me Down (riedizione)               | 15          | 3           | 10          | —           | —           | 14          | —           | 2           | 68          | 8           | In the Lonely Hour                                   |
| 2015                                                                                          | Writing's on the Wall                  | 1           | 43          | 43          | —           | 17          | 9           | 35          | —           | 63          | 71          | In the Lonely Hour                                   |
| 2017                                                                                          | Too Good at Goodbyes                   | 1           | 1           | 2           | 2           | 18          | 2           | 5           | 1           | 2           | 4           | The Thrill of It All                                 |
| 2017                                                                                          | One Last Song                          | 27          | 94          | 66          | —           | —           | 36          | —           | —           | 46          | 108         | The Thrill of It All                                 |
| 2018                                                                                          | Pray (feat. Logic)                     | —           | —           | —           | —           | —           | —           | —           | —           | —           | —           | The Thrill of It All                                 |
| 2018                                                                                          | Baby, You Make Me Crazy                | —           | —           | —           | —           | —           | 87          | —           | —           | 95          | —           | The Thrill of It All                                 |
| 2018                                                                                          | Promises                               | 1           | 4           | 15          | 4           | 2           | 1           | 2           | 7           | 3           | 65          | Love Goes                                            |
| 2018                                                                                          | Fire on Fire                           | 63          | 93          | —           | —           | —           | 38          | 42          | —           | 16          | —           | Love Goes                                            |
| 2019                                                                                          | Dancing with a Stranger (con Normani)  | 3           | 6           | 8           | 3           | 37          | 4           | 6           | 7           | 3           | 7           | Love Goes                                            |
| 2019                                                                                          | How Do You Sleep?                      | 7           | 10          | 16          | 14          | 43          | 4           | 7           | 5           | 20          | 24          | Love Goes                                            |
| 2019                                                                                          | I Feel Love                            | 76          | —           | —           | —           | —           | 78          | —           | —           | —           | —           | /                                                    |
| 2020                                                                                          | To Die For                             | 18          | 15          | 56          | —           | 90          | 21          | 75          | 34          | 51          | 46          | Love Goes                                            |
| 2020                                                                                          | I'm Ready (con Demi Lovato)            | 20          | 25          | 30          | —           | 66          | 13          | 78          | 28          | 34          | 36          | Love Goes                                            |
| 2020                                                                                          | My Oasis (feat. Burna Boy)             | 43          | 84          | 70          | —           | —           | 43          | —           | —           | —           | 112         | Love Goes                                            |
| 2020                                                                                          | Temptation (con Tiwa Savage)           | —           | —           | —           | —           | —           | —           | —           | —           | —           | —           | Celia                                                |
| 2020                                                                                          | Diamonds                               | 11          | 33          | 25          | —           | 69          | 19          | 25          | 39          | 71          | 40          | Love Goes                                            |
| 2020                                                                                          | The Lighthouse Keeper                  | 81          | —           | —           | —           | —           | 100         | —           | —           | —           | —           | /                                                    |
| 2021                                                                                          | You Will Be Found (con Summer Walker)  | —           | —           | —           | —           | —           | —           | —           | —           | —           | —           | Dear Evan Hansen: Original Motion Picture Soundtrack |
| 2022                                                                                          | Love Me More                           | 52          | —           | 52          | —           | —           | 54          | —           | —           | —           | 73          | Gloria                                               |
| 2022                                                                                          | Unholy (con Kim Petras)                | 1           | 1           | 1           | 4           | 3           | 1           | 1           | 1           | 4           | 1           | Gloria                                               |
| "—" indica che l'opera non si è classificata o che non è stata pubblicata in quel territorio. |                                        |             |             |             |             |             |             |             |             |             |             |                                                      |

### Come artista ospite
| Anno                                                                                          | Titolo                                                   | Classifiche | Classifiche | Classifiche | Classifiche | Classifiche | Classifiche | Classifiche | Classifiche | Classifiche | Classifiche | Album        |
| Anno                                                                                          | Titolo                                                   | UK          | AUS         | CAN         | DNK         | GER         | IRE         | NLD         | NZL         | SWE         | USA         | Album        |
| --------------------------------------------------------------------------------------------- | -------------------------------------------------------- | ----------- | ----------- | ----------- | ----------- | ----------- | ----------- | ----------- | ----------- | ----------- | ----------- | ------------ |
| 2012                                                                                          | Latch (Disclosure feat. Sam Smith)                       | 11          | 47          | 6           | 13          | —           | 35          | 60          | 39          | 30          | 7           | Settle       |
| 2013                                                                                          | La La La (Naughty Boy feat. Sam Smith)                   | 1           | 5           | 43          | 2           | 2           | 3           | 4           | 5           | 13          | 19          | Hotel Cabana |
| 2014                                                                                          | When It's Alright (Juun feat. Sam Smith)                 | —           | —           | —           | —           | 74          | —           | —           | —           | —           | —           | /            |
| 2014                                                                                          | God Only Knows (come parte di BBC Music and Friends)     | 20          | —           | —           | —           | —           | 77          | —           | —           | —           | —           | /            |
| 2014                                                                                          | Do They Know It's Christmas? (come parte di Band Aid 30) | 1           | 3           | 8           | 35          | 2           | 1           | 4           | 2           | —           | 63          | /            |
| 2015                                                                                          | Moments (Freddy Verano feat. Sam Smith)                  | —           | —           | —           | —           | —           | —           | —           | —           | —           | —           | /            |
| 2015                                                                                          | Omen (Disclosure feat. Sam Smith)                        | 13          | 29          | 43          | 27          | 74          | 29          | 27          | 8           | 56          | 64          | Caracal      |
| 2018                                                                                          | Party of One (Brandi Carlile feat. Sam Smith)            | —           | —           | —           | —           | —           | —           | —           | —           | —           | —           | /            |
| 2022                                                                                          | Go (Cat Burns feat. Sam Smith)                           | —           | —           | —           | —           | —           | —           | —           | —           | —           | —           | /            |
| "—" indica che l'opera non si è classificata o che non è stata pubblicata in quel territorio. |                                                          |             |             |             |             |             |             |             |             |             |             |              |